# Вино пізнього врожаю

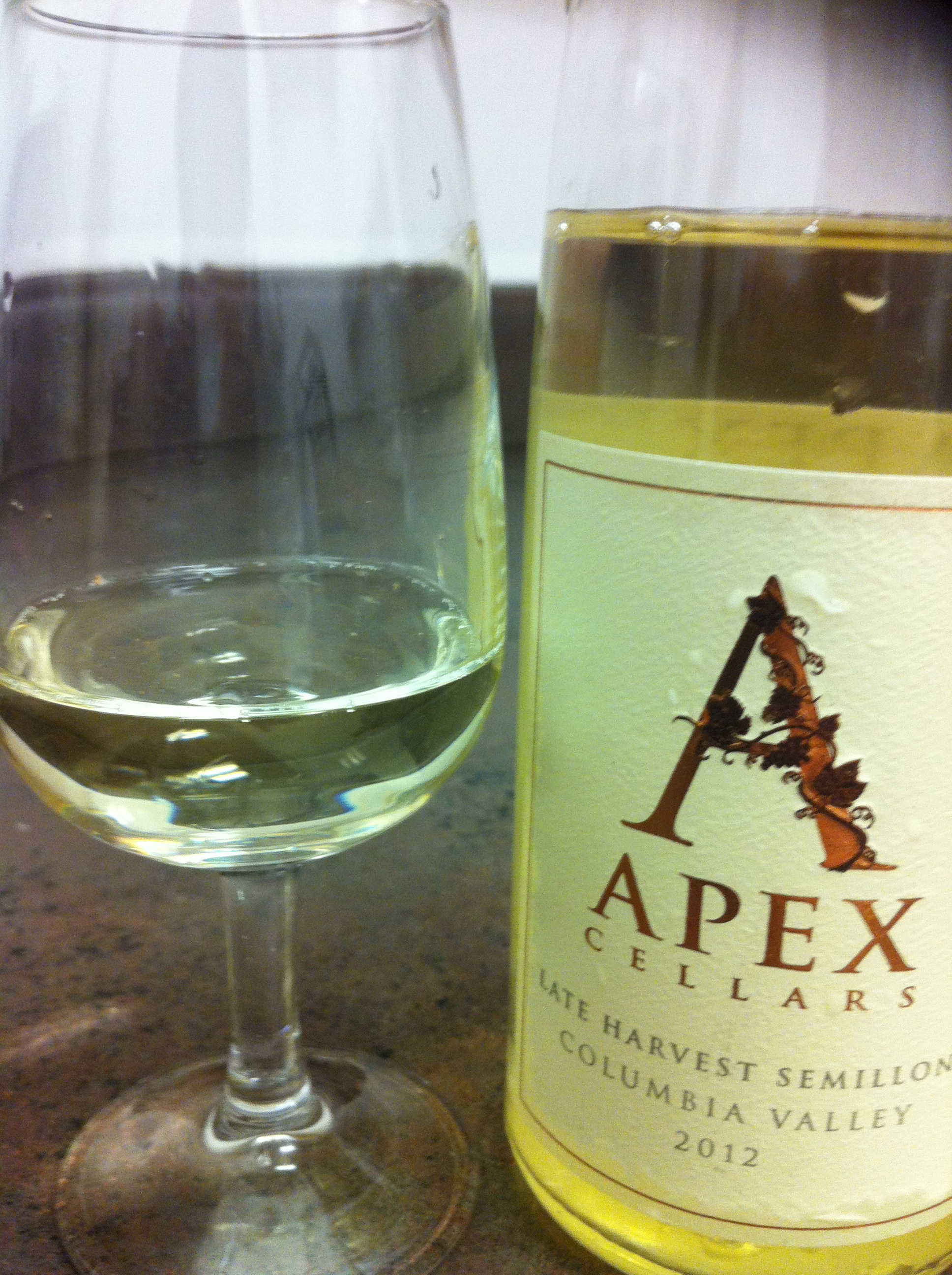
Семільйон пізнього врожаю зі штату Вашингтон.

Вино пізнього врожаю — вино, виготовлене з винограду, залишеного на лозі довше, ніж зазвичай. Пізній урожай зазвичай означає солодке десертне вино, наприклад, рислінг пізнього врожаю. Виноград пізнього збору часто зовні нагадує родзинки, але на лозі він зневоднюється природним чином.
Botrytis cinerea, або благородна гнилизна, є цвіль, через яку виноград втрачає майже всю воду, що міститься в ньому. Вина з винограду, ураженого ботритисом, зазвичай дуже солодкі.

## Благородна гнилизна

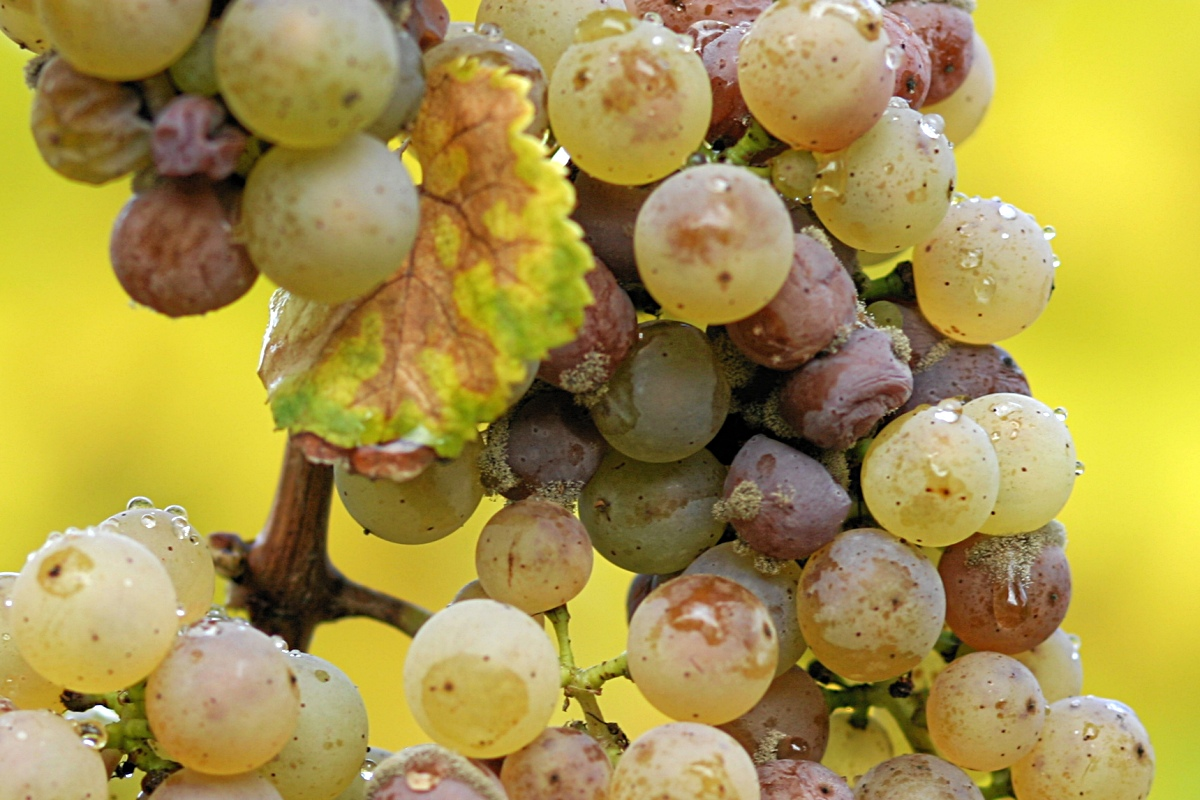
Виноград, уражений ботритисом

Botrytis cinerea — грибок, що вражає багато сортів винного винограду і викликає їх зморщування і перетворення на родзинки із пліснявою. Грибок реагує на вологість та тепло у кліматі та вражає виноград. Коли пліснява проникає в шкірку, її спори починають проростати, внаслідок чого вода всередині випаровується, а виноград зневоднюється. За відсутності води цукор стає концентрованішим, і ботритис починає змінювати кислотність винограду. Зазвичай зараження ботритисом починається у кінці вересня і може тривати до кінця жовтня. У деякі роки може відбутися висихання з утворенням невеликої кількості солодкого лікеру, схожого на сік, усередині ягід винограду.
Рівень зараження сірою гниллю має спорадичний характер, при цьому лози та грона досягають повної гнилі у різний час. Тому потрібно, щоб збирачі врожаю кілька разів проходили через виноградники в період з жовтня по листопад, щоб вручну зібрати весь виноград, що згнив. У деяких випадках придатний для використання виноград з однієї лози може дати достатньо соку лише для однієї склянки.

## Типи вина

### Сотерн
Сотерни, такі як Château d'Yquem, виробляються в регіоні Сотерн (включаючи Барсак) на південь від Бордо. Вони виробляються із заражених ботритисом сортів винограду Семільйон і Совіньйон Блан. Семільйон вважається кращим через тонку шкірку винограду і сприйнятливість до сірої гнилі, яка надає винограду високий вміст цукру. Ці вина відрізняються балансом, який доповнює медову солодкість.
Під час ферментації сік переливається в дубові винні бочки, де висока концентрація цукру в суслі продовжує час ферментації, яка може тривати до року. Коли рівень алкоголю настільки високий, що вбиває присутні дріжджі, бродіння припиняється, залишаючи залишковий цукор на рівні від 8 до 12 %, а рівень алкоголю становить близько 14 %.
Після ферментації вино поміщають у діжку для витримки на два-три роки, а потім розливають по пляшках, де воно продовжить старіння. Сотерн з шановного маєтку може витримуватися у пляшках понад 30 років, хоча зазвичай вони досягають свого піку через 10 років після дати збирання винограду.

### Токайські солодкі вина

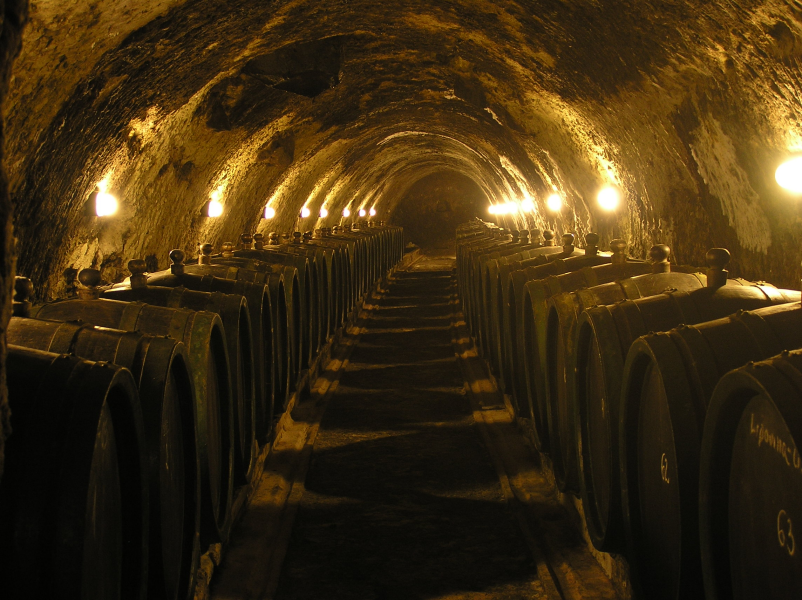
Токайські винні льохи

Токайські вина виробляються у токайських регіонах Угорщини та Словаччини. Вино вироблялося у цих регіонах ще з 1650 року, до того, як стали виробляти аналогічні ботритизовані вина регіонів Сотерн та Райнгау. Основні сорти винограду для токайського вина — фурмінт, жовтий мускат і харслевелю/липовина. Подібно до хересу, вино витримується в частково заповнених бочках з дріжджовою плівкою зверху і зберігається під землею у винних льохах.

### Німецькі вина пізнього врожаю
У Німеччині вина класифікують за ступенем зрілості винограду на час збирання врожаю. У класифікації Qualitätswein mit Prädikat існує чотири рівні вин пізнього врожаю, приблизно від сухих до дуже солодких: Spätlese («пізній урожай»), Auslese («добірний урожай»), Beerenauslese («добірний урожай ягід») і Trockenbeerenauslese («добірний врожай сушених ягід»), причому останні два рівні — ботритизовані.

### Крижане вино

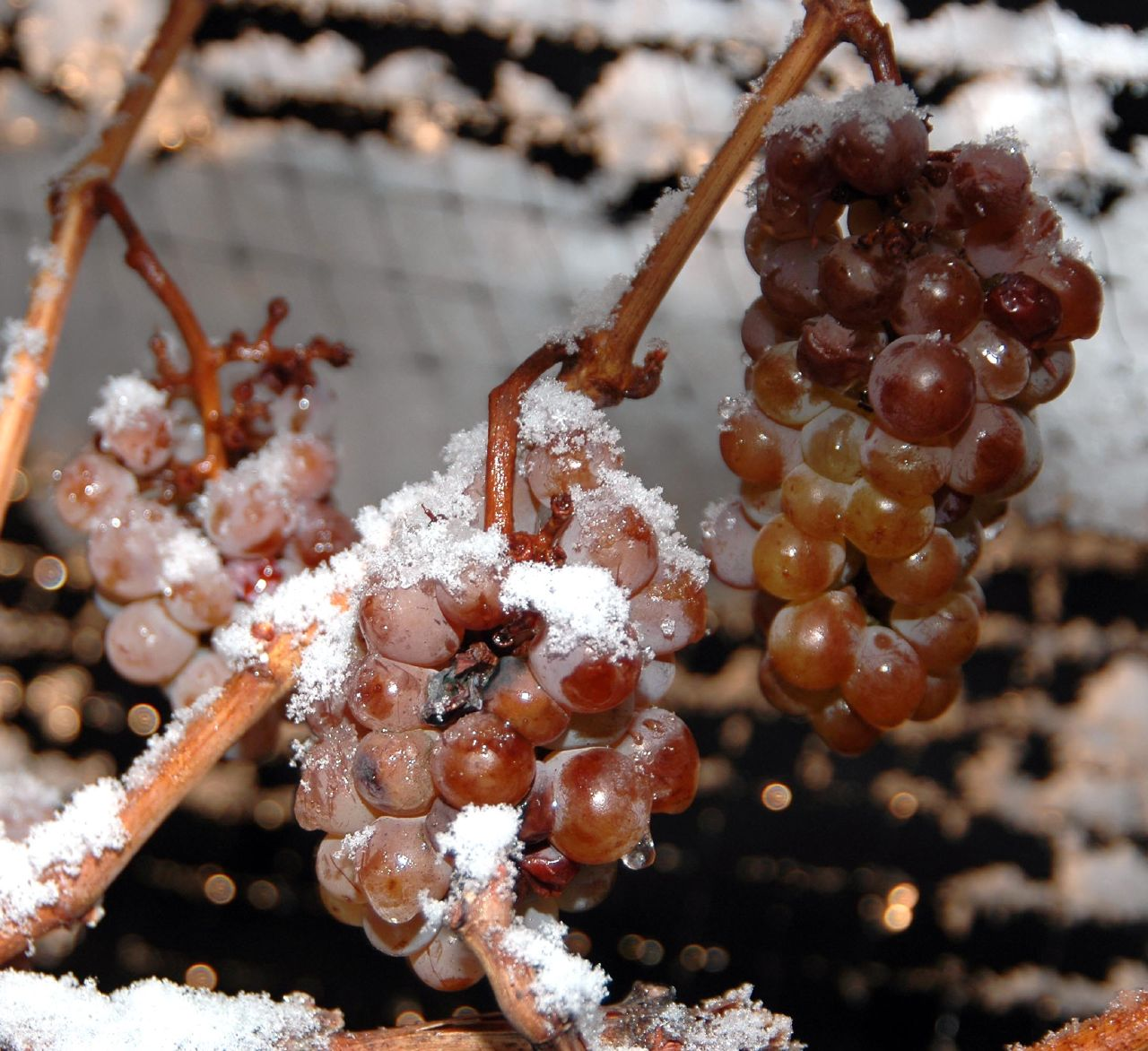
Виноград, заморожений на лозі

Крижані вина популярні в холодних північних виноробних регіонах Німеччини та Канади, де виноград може замерзнути на лозі. У міру пресування винограду кристали замороженої води видаляються, залишаючи висококонцентрований цукор.

### Ізюмне вино
Вина із родзинками іноді роблять із винограду, залишеного на лозі на сонці для концентрування цукру. Результат аналогічний до процесу приготування крижаного вина, але це набагато старіший процес і підходить для теплого клімату.